# Göte Blomqvist
Göte Blomqvist   (Södertälje, 11 de gener de 1928 - Södertälje, 28 de febrer de 2003) va ser un jugador d'hoquei sobre gel suec que va competir entre les dècades de 1940 i 1960.
El 1952 va prendre part en els Jocs Olímpics d'Hivern d'Oslo, on guanyà la medalla de bronze en la competició d'hoquei sobre gel. En el seu palmarès també destaquen dues medalles al Campionat del Món d'hoquei sobre gel, d'or el 1953 i de bronze el 1954. Amb la selecció sueca jugà 108 partits i marcà 68 gols.
A nivell de clubs jugà al Södertälje, amb qui va guanyar els títols suecs de 1953 i 1956 i fou el màxim golejador de la lliga sueca el 1951, 1952 i 1953.
Després de retirar-se va exercir d'entrenador d'hoquei sobre gel al Morgårdshammars IF, BK Remo, Enhörna IF i Södertälje SK.